# (8351) 1989 EH1
(8351) 1989 EH1 est un astéroïde de la ceinture principale découvert en 1989.

## Description
(8351) 1989 EH1 a été découvert le 10 mars 1989 à Toyota (Japon) par Kenzo Suzuki et Toshimasa Furuta.

### Caractéristiques orbitales
L'orbite de cet astéroïde est caractérisée par un demi-grand axe de 2,74 UA, un périhélie de 2,55 UA, une excentricité de 0,07 et une inclinaison de 4,27° par rapport à l'écliptique. Du fait de ces caractéristiques, à savoir un demi-grand axe compris entre 2 et 3,2 UA et un périhélie supérieur à 1,666 UA, il est classé, selon la JPL Small-Body Database, comme objet de la ceinture principale.

### Caractéristiques physiques
(8351) 1989 EH1 a une magnitude absolue (H) de 13,1 et un albédo estimé à 0,057.